# Дессислава Младенова
Дессислава Младенова (нар. 21 червня 1988) — колишня болгарська тенісистка.
Найвищу одиночну позицію світового рейтингу — 684 місце досягла 6 жовтня 2008, парну — 388 місце — 5 травня 2008 року.
Здобула 3 парні титули туру ITF.
Завершила кар'єру 2011 року.

## Фінали ITF

### Одиночний розряд: 1 (1 поразка)
| Легенда          |
| ---------------- |
| Турніри $100,000 |
| Турніри $75,000  |
| Турніри $50,000  |
| Турніри $25,000  |
| Турніри $10,000  |

| Фінали за покриттям |
| ------------------- |
| Тверде (0–1)        |
| Ґрунт (0–0)         |
| Трава (0–0)         |
| Килим (0–0)         |

| Результат | W–L | Дата     | Турнір               | Рівень | Покриття | Суперниця       | Рахунок       |
| --------- | --- | -------- | -------------------- | ------ | -------- | --------------- | ------------- |
| Поразка   | 0–1 | Лют 2008 | ITF Мелілья, Іспанія | 10,000 | Тверде   | Тетяна Ареф'єва | 1–6, 6–7(1–7) |

### Парний розряд 10 (3–7)
| Легенда          |
| ---------------- |
| Турніри $100,000 |
| Турніри $75,000  |
| Турніри $50,000  |
| Турніри $25,000  |
| Турніри $10,000  |

| Фінали за покриттям |
| ------------------- |
| Тверде (2–2)        |
| Ґрунт (1–5)         |
| Трава (0–0)         |
| Килим (0–1)         |

| Результат | W–L | Дата     | Турнір                 | Рівень | Покриття | Партнерка         | Суперниці                              | Рахунок           |
| --------- | --- | -------- | ---------------------- | ------ | -------- | ----------------- | -------------------------------------- | ----------------- |
| Перемога  | 1–0 | Тра 2007 | ITF Анталія, Туреччина | 25,000 | Тверде   | Воїслава Лукич    | Оксана Калашникова Софія Квацабая      | 2–6, 6–2, 6–3     |
| Поразка   | 1–1 | Чер 2008 | ITF Стамбул, Туреччина | 10,000 | Тверде   | Пемра Озген       | Чен Астрого Ольга Дуко                 | 5–7, 6–1, [5–10]  |
| Поразка   | 1–2 | Вер 2008 | ITF Софія, Болгарія    | 10,000 | Ґрунт    | Емілі Баке        | Mariya Malkhasyan Oksana Pavlova       | 2–6, 1–6          |
| Поразка   | 1–3 | Тра 2009 | ITF Бухарест, Румунія  | 10,000 | Ґрунт    | Далія Зафирова    | Лаура Йоана Пар Diana-Andreea Gae      | 1–6, 7–5, [12–14] |
| Перемога  | 2–3 | Тра 2009 | ITF Крайова, Румунія   | 10,000 | Ґрунт    | Tanya Germanlieva | Сімона Матей Наташа Зорич              | 4–6, 6–1, [10–7]  |
| Поразка   | 2–4 | Лис 2009 | ITF Волос, Греція      | 10,000 | Килим    | Tanya Germanlieva | Ольга Брозда Юстина Єгйолка            | 6–4, 4–6, [7–10]  |
| Поразка   | 2–5 | Тра 2010 | ITF Крайова, Румунія   | 10,000 | Ґрунт    | Tanya Germanlieva | Александра Каданцу Александра Дамаскін | 3–6, 3–6          |
| Поразка   | 2–6 | Лип 2010 | ITF Бухарест, Румунія  | 10,000 | Ґрунт    | Далія Зафирова    | Дьяна Енаке Андрея Міту                | 3–6, 1–6          |
| Поразка   | 2–7 | Тра 2011 | ITF Стамбул, Туреччина | 10,000 | Тверде   | Аня Прислан       | Laura Ioana Paar Софія Квацабая        | 2–6, 2–6          |
| Перемога  | 3–7 | Тра 2011 | ITF Стамбул, Туреччина | 10,000 | Тверде   | Andreea Vaideanu  | Ganna Piven Анастасія Васильєва        | 4–6, 6–1, [10–5]  |

## Кубок Федерації
Dessislava Mladenova дебютувала за Збірна Болгарії Кубку Федерації in 2007. Since then, she has a 1–2 doubles record (1–2 overall).

### Парний розряд: 3 (1–2)
| Розіграш                   | Раунд | Дата           | Партнерка    | Супротивник     | Покриття | Суперниці                             | W/L | Результат               |
| -------------------------- | ----- | -------------- | ------------ | --------------- | -------- | ------------------------------------- | --- | ----------------------- |
| 2007 Europe/Africa Group I | RR    | 18 квітня 2007 | Жаклін Алаві | Велика Британія | Ґрунт    | Олена Балтача Клер Каррен             | L   | 4–6, 2–6                |
| 2007 Europe/Africa Group I | RR    | 19 квітня 2007 | Жаклін Алаві | Польща          | Ґрунт    | Марта Домаховська Клаудія Янс-Ігначик | L   | 0–6, 3–6                |
| 2007 Europe/Africa Group I | RR    | 20 квітня 2007 | Дія Евтімова | Люксембург      | Ґрунт    | Менді Мінелла Lynn Philippe           | W   | 3–6, 7–6(7–3), 0–1 ret. |